# VV Drachten
A VV Drachten egy 1921. április 21-én alapított amatőr futballklub Drachtenben, Smallingerland körzetében, Frízföldön, Hollandiában. A hazai mérkőzéseket a De Peppel sportparkban játsszák. A csapat játékosai fehér mezt, fekete nadrágot és fekete sportszárt viselnek.

## Női foci
2023-tól a klub nőtagjai együtt játszanak a Drachtster Boys és az SC Boornbergum '80 csapataival az svo VIVA '23-ban (Női edzőnők az aktív futballban).

## Felnőtt csapat
A csapat a 2023/2024-es szezon végéig négy szezonon át a KNVB északi körzetének másodosztályú bajnokságának (7. osztály) vasárnapi csoportjában játszott.
A VV Drachten évtizedek át (1967/68-2000/01 között) stabil fő- és első osztályú (Hoofdklass és Eersteklass) klub volt. 33 szezont játszott folyamatosan a két osztály valamelyikében, három periódusban a legmagasabb amatőr szinten. Az első időszak 1967/68-1973/74 között volt az első osztályban és 1974/75-1975/76 a Hoofdklasse-ban. A második (1983/84-1988/89) és a harmadik időszak (1996/97-1999/00) is a Hoofdklasséban volt.

### Eredmények listája
- Eerste klasse 
  - bajnok: 1969, 1971, 1983, 1996
- Tweede klasse 
  - bajnok: 1967
- Derde klasse
  - bajnok: 1927, 1932*, 1937*, 1942, 1962, 2007
- Vierde klasse
  - bajnok 2006
- Északi Kerületi Kupa 
  - győztes: 1965, 1985, 1998

1932 és 1937: nem volt feljutás

### Versenyeredmények 1927–2023
1962: A 3B osztályelsőség döntő mérkőzését 1:0-ra megnyerték a VV Roden ellen.
1971: Az 1C osztályelsőség eldöntő mérkőzését 2:1-re megnyerték a VV Harkema-Opeinde ellen április 30-án a VV Gorredijkben.

## Híres játékosok
- Tony Alberda
- Dirk Roelfsema
- Sietze Visser

## Fordítás
- Ez a szócikk részben vagy egészben  a   VV Drachten című holland Wikipédia-szócikk fordításán alapul.  Az eredeti cikk szerkesztőit annak laptörténete sorolja fel. Ez a jelzés csupán a megfogalmazás eredetét és a szerzői jogokat jelzi, nem szolgál a cikkben szereplő információk forrásmegjelöléseként.